# Scutiger gongshanensis
Scutiger gongshanensis är en groddjursart som beskrevs av Yang, Su In Yang, Su och Li 1979. Scutiger gongshanensis ingår i släktet Scutiger och familjen Megophryidae. IUCN kategoriserar arten globalt som sårbar. Inga underarter finns listade i Catalogue of Life.